# '99 Live
'99 Live è l'ottavo album live della gruppo musicale rock italiano Litfiba, uscito nel 2005.
Nel 2008 viene stampata una versione economica con una custodia di cartone chiamata "Il Meglio di Litfiba '99 Live", contenente solo 10 tracce già presenti nella versione completa dell'album.
Le registrazioni sono tratte dai concerti del 6 maggio al Forum di Assago e del 13 maggio al Palastampa di Torino.
Nel 2011 i Litfiba hanno deciso di ristampare l'album all'interno del Box Set Litfiba Rare & Live.

## Tracce
'99 Live

### CD 1
1. Goccia a goccia – 5:09
2. Frank – 3:57
3. Imparerò – 4:09
4. Animale di zona – 5:02
5. Prendi in mano i tuoi anni[1] – 4:21
6. Vivere il mio tempo – 4:39
7. Incantesimo – 5:03
8. Ritmo – 4:34
9. Il mio corpo che cambia – 5:01
10. Lacio drom (Buon viaggio) – 4:36

Durata totale: 46:31

### CD 2
1. El diablo – 4:48
2. Sparami – 5:17
3. Nuovi rampanti – 4:40
4. Regina di cuori – 4:13
5. Canto di gioia – 4:19
6. Spirito – 4:15
7. Mascherina – 3:59
8. Cangaceiro – 4:34
9. Lo spettacolo – 5:28
10. Ritmo 2 # – 4:57

Il Meglio di Litfiba '99 Live
1. Goccia a goccia - 5:08
2. Imparerò - 4:09
3. Animale di zona - 4:40
4. Vivere il mio tempo - 4:32
5. Ritmo - 4:34
6. Il mio corpo che cambia - 4:38
7. Sparami - 5:16
8. Spirito - 4:13
9. Cangaceiro - 4:35
10. Lo spettacolo - 5:46

## Formazione
- Piero Pelù - voce
- Ghigo Renzulli - chitarra
- Daniele Bagni - basso
- Roberto Terzani - tastiere
- Franco Caforio - batteria